# 柏原晃夫
柏原 晃夫（かしわら あきお、1969年）は、日本の絵本作家、イラストレーター、デザイナー。
京田クリエーション所属。自らのイラストを元に、ブックデザインや商品企画も手掛ける。

## 経歴
兵庫県生まれ、神戸デザイナー学院卒。

## 主な作品

### 主な絵本
- いっしょにあそぼシリーズ（全6巻）『しましまぐるぐる』他（学研教育出版）
- にっこにこ0・1・2さい『ぶーぶーぷっぷー』（2009年8月・学研教育出版）
- ふれあい親子のほんシリーズ（全4巻）『0さいだもんにこにこワーク』他（学研教育出版）
- あらかわしずえのさわってえほんシリーズ（全4巻）『さわってどーれ？』他（学研教育出版）
- 『ほんとのおおきさ動物園』（学研教育出版）
- ゆびあそぶっくシリーズ（全5巻）『ちょんちょんちょん』他（ひかりのくに）
- 木のえほんシリーズ（全4巻）『どうぶつパズル』他（永岡書店）
- 音のでるえほん（全3巻）『おうちでリトミック』他（幻冬舎エデュケーション）
- 絶対のばす脳育キッズシリーズ（全3巻）『はじめてのあいうえお』他（幻冬舎エデュケーション）

他、多数。

### 海外翻訳版
- いっしょにあそぼシリーズ（全5巻）『しましまぐるぐる』他　中国語／簡体字版（北京遠流）、韓国語版（CHUNJAE EDUCATION, INC.）
- ふれあい親子のほんシリーズ（全4巻）『0さいだもんにこにこワーク』他　中国語／繁体字版（天下雑誌）、韓国語版（APPLEBEE PUBLISHING COMPANY）
- 『ほんとのおおきさ動物園』英語版（Seven Footer Press）、スペイン語版（Fondo de Culture Economica）、スウェーデン語版（RABEN&SJOGREN）、フランス語版（Circonflexe）、オランダ語版（De Fontein Jeugd）、タイ語版（Amarin）、韓国語（Glenndoman Korea）、中国語／簡体語（中青学研）、中国語／繁体語（Taiwan Mac Educational）
- 『もっと!ほんとのおおきさ動物園』、英語版（Seven Footer Press）、スペイン語版（Fondo de Culture Economica）、韓国語（Glenndoman Korea）、中国語／簡体語（中青学研）、中国語／繁体語（Taiwan Mac Educational）
- 『ほんとのおおきさ水族館』、英語版（Seven Footer Press）、スペイン語版（Fondo de Culture Economica）、タイ語版（Amarin）、韓国語（Glenndoman Korea）、中国語／簡体語（中青学研）、中国語／繁体語（Taiwan Mac Educational）
- 『ほんとのおおきさ・なかよし動物園』英語版（Seven Footer Press）
- 『びっくり！ジャンボ昆虫園』スペイン語版（Fondo de Culture Economica）

### キャラクター
- キャラクター『えのたんとキノコフレンズ』デザイン（2012年～、JA中野市）[1]
- キャラクター『グルグルくん』デザイン（2013年～、FMジャングル）[2]

### その他
- 東京動物園友の会のジュニア会員用会報誌『ZOO!どーぶつえんしんぶん』表紙イラスト（2008年創刊号～、東京動物園協会）
- 上野動物園、多摩動物公園、葛西臨海水族園の『オリジナルグッズ』デザイン（2012年～、東京動物園協会）
- 野菜果実飲料パッケージ『元気なりんご』、『充実やさい』イラスト（2010年9月、伊藤園）
- カレンダー『クラフトペーパーアニマルズ』イラスト（2014年～、杉本カレンダー）

## 受賞歴
- 『ほんとのおおきさ動物園（英語版：Life-Size Zoo）』が Parents' Choice Award で金賞（2009年）[3]
- 『もっと！ほんとのおおきさ動物園（英語版：More Life-Size Zoo）』、[4]『ほんとのおおきさ水族館（英語版：Life-Size Aquarium）』が Parents' Choice Award で金賞（2010年）[5]
- 『ほんとのおおきさ・なかよし動物園（英語版：Life-Size FARM）』が Parents' Choice Award で金賞（2012年）[6]
- デジタル絵本版『ちょんちょんちょん（tocco名義）』が、第1回デジタルえほんアワードでグランプリ（2012年 ）[7]
- デジタル絵本版『つつつつつー（tocco名義）』が、ベネッセアプリひろばアワードでグランプリ（2012年）[8]
- 『ほんとのおおきさ動物園（スペイン語版：Animales ai natural）』、『もっと！ほんとのおおきさ動物園（スペイン語版：Animales ai natural2）』、『ほんとのおおきさ水族館（スペイン語版：Animales ai natural3）』が、ベネズエラの非営利団体バンコ・デル・リブロが推薦する2013年度優良図書（The best book for children）に選定（2013年）[9]

## 個展・企画展歴
- 『まいどおおきに関西弁100人展』（2007年10月・ギャラリーhokk）
- 『柏原晃夫個展 Happy Days』（2008年5月・ギャラリーhokk）
- 『顔T展』（2008年6月・ギャラリーhokk）<
- 『うちは、うちわ展』（2008年8月・ギャラリーhokk）
- 『The square inch in Osaka』（2008年9月・ギャラリーhokk）
- 『まいどおおきに関西弁100人展2』（2008年10月・ギャラリーhokk）
- 『キョウクリセブン』（2008年11月・ギャラリー東京バンブー）
- 『もっと！ほんとのおおきさ動物園出版記念展』（2009年3月・ギャラリーhokk）
- 『トントントントン、紙相撲展』（2009年8月・ギャラリーhokk）
- 『第68回東京インターナショナルギフト・ショー秋2009』ブース出展（2009年9月・東京ビッグサイト）
- 『まいどおおきに関西弁100人展3』（2009年10月・ギャラリーhokk）
- 『ほんとのおおきさ水族館出版記念展』（2010年6月・ギャラリーhokk）
- 『切手展』（2010年7月・ギャラリーhokk）
- 『今日もぽかぽか せんたく日和り展』（2010年8月・ギャラリーhokk）
- 『第69回東京インターナショナルギフト・ショー秋2010』ブース出展（2010年9月・東京ビッグサイト）
- 『まいどおおきに関西弁100人展4』（2010年10月・ギャラリーhokk）
- 『第70回東京インターナショナルギフト・ショー秋2011』ブース出展（2011年9月・東京ビッグサイト）
- 『まいどおおきに関西弁100人展5』（2011年10月・ギャラリーhokk）
- 『まいどおおきに関西弁100人展6』（2012年10月・ギャラリーhokk）
- 『標本箱展』（2013年6月・ギャラリーhokk）
- 『第1回プロダクションEXPO東京』（2013年7月・東京ビッグサイト）
- 『まいどおおきに関西弁100人展7』（2013年10月・ギャラリーhokk）
- 『We love Sendak展』（2013年11月・ギャラリーhokk）